# تيابيندازول
التيابيندازول Tiabendazole أو الثيابندازول Thiabendazole هو مشتق من بنزيميدازول (benzimidazole) يثبط الأجهزة الأنزيمية الخلوية النوعية لمختلف الديدان الطفيلية.
- الأسماء التجارية: كروبيندازول.

يستعمل لمعالجة الطفح الزاحف الناجم عن أنواع الملقوة Ancylostoma (داء هجرة اليرقات الجلدية). الثيابندازول يثبط انزيم اختزال فومارات بالديدان . ثيابندازول يكبت أيضا إنتاج البيض و/ أو اليرقات وقد يعيق تطور لاحق من لذلك البيض أو اليرقات التي تم إخراجها في البراز

## الاستخدامات

### مبيد فطري
وهو يستخدم أساسا للسيطرة على عفن، مرض لفحة، والأمراض الفطرية الأخرى في الفواكه (مثل البرتقال) والخضار؛ ويستخدم أيضا في الوقائية العلاج لمرض الدردار الهولندي.
أكدت التقارير استخدامه في علاج داء الرشاشيات

### مبيد للطفيليات
بوصفه مضاد للطفيليات وأنه قادر على السيطرة على الديدان الإسطوانية ق (مثل تلك التي تسبب داء الأسطوانيات)، دودة الأنكلستوما ، وغيرها من الديدان الطفيلية الأنواع التي تهاجم الحيوانات البرية، الماشية والبشر.

### مثبط الأوعية الدموية
وقد تبين أن الجينات المسؤولة عن صيانة جدران الخلايا في الخميرة أنهم مسؤولون عن الأوعية الدموية في الفقاريات. يخدم التيابيندازول لإغلاق الأوعية الدموية في كل من أجنة الضفادع والخلايا البشرية. وقد تبين أيضا أن يكون بمثابة عامل تعطيل وعائي للحد من الأوعية الدموية التي أنشئت حديثا. وقد تبين التيابيندازول للقيام بذلك على نحو فعال في الخلايا السرطانية المعينة 

## الأخرى
طبيا، أيضا ثيابندازول عامل تمخلب، وهو ما يعني أنها تستخدم بشكل طبي لربط المعادن في حالات التسمم بالمعادن، مثل الرصاص، الزئبق، أو التسمم الأنتيمون .
في الكلاب والقطط، ويستخدم ثيابندازول لعلاج التهابات الأذن.
يستخدم ثيابندازول أيضا بمثابة المضافات الغذائية

## التخليق

تخليق الثيابيندازول: L. H. Sarett, H. D. Brown, (1962 to Merck & Co.).

## السلامة
تبدو المادة لها سمية طفيفة في الجرعات العالية، مع تأثيرات مثل اضطرابات في الكبد والأمعاء عند التعرض العالي في حيوانات التجارب (أقل بقليل

## الأعراض الجانبية
الأعراض الجانبية التي قد تحدث :
فقدان الشهية، والغثيان والتقيؤ والاسهال، ألم البطن، دوخة، إرهاق، نعاس، دوار، صداع، خدر، جفاف الأغشية المخاطية (الفم والعينين ) ،نقص ضغط الدم، ارتفاع السكر في الدم .

## التخزين
يجب حفظ الأقراص والدهون بعبوات مغلقة جيداً ومحمية من الضوء.